# Лејди Армани
Џои Самерс (енгл. Joie Summers; Насау, 18. фебруар 1980), познатија као Лејди Армани (енгл. Lady Armani), бивша је бахамска порнографска глумица.

## Каријера
Порно-каријеру је започела 2004. године. Наступила је у више од 40 порно-филмова. Порно филм је напустила у новембру 2009. године.